# Las Cuevas de Cañart
Las Cuevas de Cañart es una localidad y entidad local menor española del municipio de Castellote, ubicada en la comarca turolense del Maestrazgo, en Aragón.
Su conjunto histórico, declarado bien de interés cultural en 2004, al igual que muchos otros de la provincia de Teruel, se formó en época medieval como núcleo defensivo de la frontera sur. Por tanto, su urbanismo y su arquitectura están condicionados por esa circunstancia. Fuera del pueblo destaca la cascada del Salto de San Juan, El Estrecho y El Morrón.

## Descripción del conjunto
El conjunto histórico de Las Cuevas de Cañart coincide con el recinto urbano, de origen medieval y amurallado, conservando con bastante integridad su trazado histórico. Ubicado en un bello paraje de la vertiente sur de la sierra de la Garrocha, Las Cuevas fue una de las villas que integraron la Encomienda de Castellote desde el siglo XII, a cuyo término municipal pertenece en la actualidad; su historia está unida por tanto al proceso repoblador que llevó a cabo el rey Alfonso II ayudado por las Órdenes Militares en la zona oriental de Teruel, creando un conjunto de asentamientos fortificados que favorecerían la reconquista del Reino de Valencia.
El Portal de Marzo constituye el único testigo de la muralla, desaparecida como en la mayoría de núcleos de esta zona turolense, aunque podría afirmarse que ceñía toda la extensión urbana actual, a excepción de los Conventos de Franciscanas y el de monjes Servitas. El trazado viario de Las Cuevas constituye una excepción porque no sigue las curvas de nivel en torno al promontorio donde se levantaría el castillo, desaparecido, sino que se estructura a partir de la vía principal de la calle Mayor,
que desciende por la pendiente prolongándose hacia el primitivo camino de acceso a la villa, determinando la orientación norte sur del caserío y trazado urbano, formando un recinto alargado, casi perpendicular al cerro del castillo.

## Legado histórico
Las Cuevas contiene un interesante legado histórico que se manifiesta en edificaciones religiosas, civiles y de arquitectura popular.
- La iglesia barroca de San Pedro Apóstol.

- El Convento de Monjes Servitas: En 1727 se produce el traslado de los monjes servitas de la cueva de San Miguel en Ladruñán a Cuevas de Cañart. Tras la desamortización de Mendizábal el convento entra en declive y es destruido durante las guerras carlistas.[1]

- El Convento de las Concepcionistas Franciscanas: El monasterio se fundó en 1678 con licencia del arzobispo de Zaragoza, habiendo empezado sus obras en 1669, y fue promovido por un noble llamado Domingo Bellido, quien en su testamento deja escrito que se empleen todos sus bienes para fundar el convento. Estuvo ocupado por monjas de clausura franciscanas, que vestían túnica y escapulario de paño blanco y manto azul con el bordado de la imagen de la Concepción, hasta el año 1981, cuando se trasladaron a un convento en el municipio de Borja. Destaca la presencia de un convento de tal magnitud en una localidad tan pequeña como es Cuevas de Cañart, que contaba con apenas 300 habitantes en el siglo XIX.[2]

- La ermita de la Virgen de los Pueyos.
- La ermita de San Blas.
- el Ayuntamiento.
- Otros: las casonas de los Arellano y los Moliner, ubicadas en el espacio más relevante de la población; el Portal de Marzo, el Horno y pasos porticados, que enriquecen la espacialidad de la población, y el conjunto de su arquitectura popular, que junto con la trama urbana dotan a la localidad del mayor interés estético, histórico y cultural.

## Geografía humana

### Demografía
| Gráfica de evolución demográfica de Las Cuevas de Cañart entre 1842 y 1960 |
| |
| Población de derecho según los censos de población del INE Población de hecho según los censos de población del INEEntre el censo de 1970 y el anterior, este municipio desaparece porque se integra en el municipio 44071 (Castellote) |